# Torcy-en-Valois
 Torcy-en-Valois  là một xã ở tỉnh Aisne, vùng Hauts-de-France thuộc miền bắc nước Pháp.